# Глазунов, Сергей Николаевич
Глазунов Сергей Николаевич (род. 1 сентября 1958, Гомельское, Днепропетровская область) — украинский политик, Народный депутат Украины 6-го созыва. Государственный служащий 3-го ранга (2007).

## Биография
Родился 1 сентября 1958 года в селе Гомельское Криворожского района Днепропетровской области.
В 1985 году окончил Криворожский горнорудный институт по специальности «Промышленное и гражданское строительство», получив квалификацию инженера-строителя.
С 1985 года — на Северном горно-обогатительном комбинате: директор управления капитальных ремонтов, в апреле 2002 — августе 2006 года — генеральный директор.
В августе 2006 — ноябре 2007 года — 1-й заместитель Министра охраны окружающей природной среды Украины.
В апреле 2006 — 2007 году — депутат Днепропетровского областного совета.
Народный депутат Украины 6-го созыва с ноября 2007 года, № 152 в списке. На время выборов — 1-й заместитель Министра охраны окружающей среды Украины. Член фракции Партии регионов с ноября 2007 года. С декабря 2007 года — секретарь Комитета по вопросам экологической политики, природопользования и ликвидации последствий Чернобыльской катастрофы.

## Награды
- Почётная грамота Кабинета министров Украины (2003);
- Заслуженный работник промышленности Украины (2004);
- Орден «За заслуги» (Украина) 3-й степени (30 ноября 2013)[1].